# Der Schaum der Tage (Roman)
Der Schaum der Tage, auch Die Gischt der Tage (Originaltitel: L’Écume des jours) ist ein Roman des französischen Autors Boris Vian. Er wurde 1946 zu einem Literaturpreis eingereicht, dort abgelehnt, dann in Auszügen in Sartres Les Temps Modernes abgedruckt und 1947 publiziert. Er erzählt die Geschichte einer – aufgrund einer Krankheit traurig endenden – Liebe in einer fantastischen und absurden, fantasievollen Welt.
Der Roman, zur Zeit seiner Veröffentlichung erfolglos, trotz der Bemühungen berühmter Autoren wie Jean-Paul Sartre (der als „Jean-Sol Partre“ im Roman ermordet wird) und Raymond Queneau, dem Verfasser von Zazie dans le métro, hat inzwischen Kultstatus erreicht. Er steht in der Liste der 100 Bücher des Jahrhunderts von Le Monde auf Platz 10, wurde dreimal verfilmt und diente auch als Grundlage für eine Oper. Die Geschichte selbst basiert lose auf dem Roman Drei Kameraden von Erich Maria Remarque.

## Handlung
In einer surrealen Welt, in der Tiere, Pflanzen und leblose Objekte menschliche Emotionen widerspiegeln, beschreibt der Roman zu Beginn, wie Colin, ein wohlhabender 22-jähriger Pariser Bohémien, die seidene Masse seiner Haarpracht mit einem Bernsteinkamm kämmt. Neben seinem Reichtum verfügt Colin über einen dandyhaften Koch namens Nicolas und einen Freund Chick, der zwar Ingenieur ist, aber trotzdem arm. Was Colin trotz seines luxuriösen Lebensstils fehlt, ist eine Freundin, und so beneidet er zunächst Chick, der eines Tages die liebenswerte Alise kennenlernt. Er verliebt sich dann aber auf einer Cocktailparty Hals über Kopf in die berauschend schöne Chloé, die denselben Namen trägt wie seine Lieblingsaufnahme von Duke Ellington und die er fast umgehend in einer grandiosen Zeremonie heiratet. Verliebt und großzügig schenkt er seinen Freunden Chick und Alise ein Viertel seines Vermögens, damit auch sie heiraten können. Man erwartet das große Glück. Aber auf den Flitterwochen wird Chloé krank; eine Wasserlilie wächst in ihrer Lunge. Diese schmerzhafte Erkrankung kann nur durch Blumen gelindert werden und schnell ruiniert Colin sich in dem Versuch, seine Geliebte zu retten. Chick, fasziniert von dem Philosophen Jean-Sol Partre, verwendet inzwischen sein gesamtes Geld auf die Literatur seines Idols; Alise möchte ihn und ihre Beziehung retten, indem sie Partre bittet, aufzuhören, Bücher zu veröffentlichen. Als dieser sich weigert, tötet sie ihn und beginnt einen Rachezug gegen die Buchhändler. Trotz Colins Bemühungen stirbt Chloé schließlich; die Welt verfällt in Dunkelheit.

## Ausgaben
- Die Gischt der Tage. Neu-Übers. und Nachw. Frank Heibert. Wagenbach-Verlag, Berlin 2017
- Der Schaum der Tage, Roman. Übers. Antje Pehnt. Suhrkamp, 1977; Zweitausendeins, 1981 u.ö.; wieder, durchges. von Klaus Völker: Wagenbach, 1994 u.ö.; wieder Karl Rauch Verlag, Düsseldorf 2016
- Chloé. Roman. Übers. Antje Pehnt. Karl Rauch, 1964

## Verfilmungen
- Die erste Verfilmung erfolgte 1968 in Frankreich; Regie führte Charles Belmont, es spielten Jacques Perrin, Marie-France Pisier, Sami Frey, Alexandra Stewart und Bernard Fresson.
- 2001 diente der Roman als Vorlage für den japanischen Film Kuroe (Chloe). Regie führte Go Riju, es spielt Nagase Masatoshi.[3]
- 2013 führte Michel Gondry bei der Neuverfilmung des Romans unter dem Titel Der Schaum der Tage (L’Écume des jours) mit Audrey Tautou und Romain Duris Regie,[4].

## Oper
- Der russische Komponist Edisson Denissow schuf aus der Romanvorlage 1981 eine Oper: L’écume des jours.

## Theater
- Unter dem Titel Die Gischt der Tage inszeniert Bernadette Sonnenbichler eine dramatisierte Fassung des Romans in der Spielzeit 2024/25 am Düsseldorfer Schauspielhaus.[5]